# 印章偽造の罪
印章偽造の罪（いんしょうぎぞうのつみ）とは、刑法に規定された犯罪類型の一つ。第19章「印章偽造の罪」に規定がある。保護法益は印章や署名の真正に対する公共の信頼であり、社会的法益に対する罪に分類される。文書偽造罪や有価証券偽造罪の予備や未遂的な行為を処罰するものである（なお、印章不正使用の罪については未遂も処罰される、刑法168条。）。

## 印章・署名
印章とは、人の同一性を証明するために使用される文字や符号であり、判例は印影（顕出された文字や符号）と印顆（いんか　文字や符号を顕出させるための物体）の両方を含むと解しているが、通説は印影のみと解する。拇印や花押、三文判、雅号印なども含む。
署名とは、自己を示す文字によって氏名その他の呼称を表記したものであり、自署に限らず、代筆や印刷による記号も含まれる。

## 犯罪類型

### 公印等偽造罪・公印等不正使用等罪
「公務所又は公務員の印章」には、公務で使用されるものであれば、職印に限らず、私印や認印も含む。

### 公記号偽造罪・公記号不正使用罪
「公務所の記号」の意義に関しては、「人の同一性以外の事項を表示する影蹟」をいうとする表示内容標準説（通説）と、「押捺される物体が文書以外の場合の影蹟」をいうとする押捺物体標準説に分かれる。